# Punakitere (rivière)
La rivière Punakitere  (en anglais : Punakitere River) est une rivière de la région du Northland dans l’île du Nord de la Nouvelle-Zélande.

## Géographie
C’est un affluent du fleuve “Waima“, bien qu’elle soit plus longue que le fleuve Waima lui-même. La rivière Punakitere tire son origine de plusieurs torrents, qui se déversent dedans et vers le sud de la ville de Kaikohe, et s’écoule de façon prédominante  vers l’ouest pour atteindre le fleuve Waima tout près de la petite ville de « Moehau ».